# Klaus von Klitzing
Klaus von Klitzing (født 28. juni 1943) er en tysk fysiker, kendt for opdagelsen af Kvante Hall-effekten. Han blev tildelt Nobelprisen i fysik i 1985. 
Som barn af en flygtningefamilie kom han i 1945 til Lutten, fra 1948 til 1951 boede familien i Oldenburg. De flyttede til Essen i Oldenburg i 1951, hvor de boede indtil 1968. Han tog sin studentereksamen i februar 1962, og studerede fysik ved Det Tekniske Universitet i Braunschweig. Indtil november 1980 arbejdede han på Julius-Maximilians-Universität Würzburg, hvor han i 1972 skrev han sin doktorafhandling. I 1980 blev han professor ved Det Tekniske Universitet i München
| Fysik | Spire Denne artikel om fysik er en spire som bør udbygges. Du er velkommen til at hjælpe Wikipedia ved at udvide den. |